# Музей Фредерика Мареса

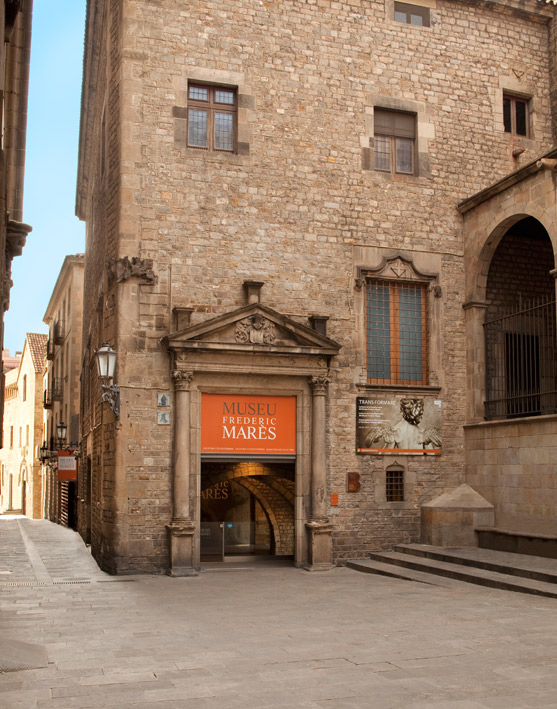

Музей Фредерика Мареса — музей скульптуры в Барселоне. Расположен на территории старого Королевского дворца графов Барселоны на территории Готического квартала.
Музей был создан благодаря каталонскому скульптору и коллекционеру Фредерику Маресу, пожертвовавшему в 1946 году свою коллекцию скульптур, включавшую огромное количество экспонатов от доримского периода до XIX века, городским властям, которые спустя два года открыли на её основе музей.
Музей занимает два этажа: на первом находятся экспонаты с иберийских времён до начала XV века, в том числе работы известных скульпторов Кастилии и Арагона и большая коллекция крестов в готическом стиле и распятий, на втором — скульптуры и картины, созданные в XV—XIX веках и в основном на религиозную тематику. В музее также есть отделение под названием «Сентиментальный музей», представляющее собой размещённую на двух этажах коллекцию всевозможных предметов каталонского быта XV—XX веков (замки, табакерки, часы, веера, курительные трубки, посуда, игрушки, театральные программки и так далее). Кроме этого, в мемориальной библиотеке музея представлены работы самого Мареса, которые также были пожертвованы им городу.